# Golden Beach (Maryland)
Golden Beach is een plaats (census-designated place) in de Amerikaanse staat Maryland, en valt bestuurlijk gezien onder St. Mary's County.

## Demografie
Bij de volkstelling in 2000 werd het aantal inwoners vastgesteld op 2665.

## Geografie
Volgens het United States Census Bureau beslaat de plaats een oppervlakte van
8,8 km², waarvan 6,7 km² land en 2,1 km² water.

## Plaatsen in de nabije omgeving
De onderstaande figuur toont nabijgelegen plaatsen in een straal van 16 km rond Golden Beach.